# 英国首相列表
英国首相是英国政府首脑，其主要职责是领导执政党、主持内阁会议，从而掌握立法权、行政权。根据英国首相的意见，英国君主还会行使其法定权力、特权，包括任命英國政府高级官员、司法人员、英国国教会相关人员，及颁授勋衔等。英国首相这一职位是慢慢演化而成的，并非由君主突然下令而设立。现代历史学家普遍认为辉格党领袖罗伯特·沃波尔是第1任英国首相。他在1721年被英王乔治一世任命为内阁领班，1742年辞职退仕，在位长达21年，是历史上最长任的英国首相。不过，在当时，该职位的正式名称并非首相，而是“第一財政大臣”。

## 歷任英國首相
政党代表色
| 肖像 | 肖像                           | 姓名 职位/爵位 （生卒年份） | 任期 — 选举                         | 任期 — 选举                     | 任内其他职务                                        | 所属政党                                            | 所组內阁                      | 参考资料                                                  | 英国君主                        |
| --- | ------------------------------ | --- | ----------------------------------- | ------------------------------- | --------------------------------------------------- | --------------------------------------------------- | ----------------------------- | --------------------------------------------------------- | ------------------------------- |
| |                                | 罗伯特·沃波尔爵士 Sir Robert Walpole 1742年前为金斯林选区议员 1742年后为奥福德伯爵 （1676–1745）                                                       | 1721年 4月4日                       | 1742年 2月11日                  | 第一財政大臣 财政大臣 下议院领袖                    | 辉格党                                              | 沃波爾內閣                    | [ 5 ] [ 7 ]                                               | 乔治一世 （1714年－1727年在位） |
| 1722年、1727年、1734年、1741年 | 1722年、1727年、1734年、1741年 | 罗伯特·沃波尔爵士 Sir Robert Walpole 1742年前为金斯林选区议员 1742年后为奥福德伯爵 （1676–1745）                                                       | 乔治二世 （1727年－1760年在位）     |                                 | 第一財政大臣 财政大臣 下议院领袖                    | 辉格党                                              | 沃波爾內閣                    | [ 5 ] [ 7 ]                                               |                                 |
| 實際上第一任英国首相；但因处理詹金斯的耳朵战争时表现不佳，而受到批评。 |                                | 罗伯特·沃波尔爵士 Sir Robert Walpole 1742年前为金斯林选区议员 1742年后为奥福德伯爵 （1676–1745）                                                       | 乔治二世 （1727年－1760年在位）     |                                 |                                                     |                                                     |                               | [ 5 ] [ 7 ]                                               |                                 |
| |                                | 斯宾塞·康普顿 第一代维明顿伯爵 Spencer Compton, 1st Earl of Wilmington （1673–1743）                                                                   | 乔治二世 （1727年－1760年在位）     | 1742年 2月16日                  | 1743年 7月2日                                       | 第一財政大臣                                        | 辉格党                        | 加特利内阁                                                | [ 8 ]                           |
| — |                                | 斯宾塞·康普顿 第一代维明顿伯爵 Spencer Compton, 1st Earl of Wilmington （1673–1743）                                                                   | 乔治二世 （1727年－1760年在位）     |                                 |                                                     | 第一財政大臣                                        | 辉格党                        | 加特利内阁                                                | [ 8 ]                           |
| 曾施行酒精税政策；在任职期间身体不好，大部分的政府工作事实上是由约翰·加特利完成；死于任期内。 |                                | 斯宾塞·康普顿 第一代维明顿伯爵 Spencer Compton, 1st Earl of Wilmington （1673–1743）                                                                   | 乔治二世 （1727年－1760年在位）     |                                 |                                                     |                                                     |                               |                                                           | [ 8 ]                           |
| |                                | 亨利·佩勒姆 Henry Pelham 萨塞克斯选区议员 （1694–1754）                                                                                                | 乔治二世 （1727年－1760年在位）     | 1743年 8月27日                  | 1754年 3月6日                                       | 第一財政大臣 财政大臣 下议院领袖                    | 辉格党                        | 佩勒姆-纽斯卡尔内阁                                       | [ 9 ]                           |
| 1747年 |                                | 亨利·佩勒姆 Henry Pelham 萨塞克斯选区议员 （1694–1754）                                                                                                | 乔治二世 （1727年－1760年在位）     |                                 |                                                     | 第一財政大臣 财政大臣 下议院领袖                    | 辉格党                        | 佩勒姆-纽斯卡尔内阁                                       | [ 9 ]                           |
| 在任内重组英国皇家海军；1745年平息了詹姆斯党的叛乱；在英国推行公历；施行1753年婚姻法令；与法蘭西王國、普鲁士王國等国签订合约，结束了奥地利王位继承战争；死于任内。                                                                     |                                | 亨利·佩勒姆 Henry Pelham 萨塞克斯选区议员 （1694–1754）                                                                                                | 乔治二世 （1727年－1760年在位）     |                                 |                                                     |                                                     |                               |                                                           | [ 9 ]                           |
| |                                | 托马斯·佩勒姆-霍利斯 第一代纽卡斯尔公爵 Thomas Pelham-Holles, 1st Duke of Newcastle （1693–1768）                                                      | 乔治二世 （1727年－1760年在位）     | 1754年 3月16日                  | 1756年 11月16日                                     | 第一財政大臣 上议院领袖                             | 辉格党                        | 第一次纽斯卡尔内阁                                        | [ 8 ]                           |
| 1754年 |                                | 托马斯·佩勒姆-霍利斯 第一代纽卡斯尔公爵 Thomas Pelham-Holles, 1st Duke of Newcastle （1693–1768）                                                      | 乔治二世 （1727年－1760年在位）     |                                 |                                                     | 第一財政大臣 上议院领袖                             | 辉格党                        | 第一次纽斯卡尔内阁                                        | [ 8 ]                           |
| 领导英军与法国在北美进行七年战争。 |                                | 托马斯·佩勒姆-霍利斯 第一代纽卡斯尔公爵 Thomas Pelham-Holles, 1st Duke of Newcastle （1693–1768）                                                      | 乔治二世 （1727年－1760年在位）     |                                 |                                                     |                                                     |                               |                                                           | [ 8 ]                           |
| |                                | 威廉·卡文迪许 第四代德文郡公爵 William Cavendish, 4th Duke of Devonshire （1720–1764）                                                                 | 乔治二世 （1727年－1760年在位）     | 1756年 11月16日                 | 1757年 6月25日                                      | 第一財政大臣 上议院领袖                             | 辉格党                        | 老皮特-德文内阁                                           | [ 8 ]                           |
| — |                                | 威廉·卡文迪许 第四代德文郡公爵 William Cavendish, 4th Duke of Devonshire （1720–1764）                                                                 | 乔治二世 （1727年－1760年在位）     |                                 |                                                     | 第一財政大臣 上议院领袖                             | 辉格党                        | 老皮特-德文内阁                                           | [ 8 ]                           |
| 当时的政府工作主要由威廉·皮特完成。 |                                | 威廉·卡文迪许 第四代德文郡公爵 William Cavendish, 4th Duke of Devonshire （1720–1764）                                                                 | 乔治二世 （1727年－1760年在位）     |                                 |                                                     |                                                     |                               |                                                           | [ 8 ]                           |
| |                                | 托马斯·佩勒姆-霍利斯 第一代纽卡斯尔公爵 Thomas Pelham-Holles, 1st Duke of Newcastle （1693–1768）                                                      | 乔治二世 （1727年－1760年在位）     | 1757年 7月2日                   | 1762年 5月26日                                      | 第一財政大臣 上议院领袖                             | 辉格党                        | 老皮特-纽斯卡尔内阁                                       | [ 8 ]                           |
| 1761年 | 1761年                         | 托马斯·佩勒姆-霍利斯 第一代纽卡斯尔公爵 Thomas Pelham-Holles, 1st Duke of Newcastle （1693–1768）                                                      | 比特-德文内阁                       | 喬治三世 （1760年－1820年在位） |                                                     | 第一財政大臣 上议院领袖                             | 辉格党                        |                                                           | [ 8 ]                           |
| 第二次拜相；繼續带领英國進行七年战争，此战的胜利使英国在国际上影响力大增。 |                                | 托马斯·佩勒姆-霍利斯 第一代纽卡斯尔公爵 Thomas Pelham-Holles, 1st Duke of Newcastle （1693–1768）                                                      |                                     | 喬治三世 （1760年－1820年在位） |                                                     |                                                     |                               |                                                           | [ 8 ]                           |
| |                                | 约翰·斯图尔特 第三代比特伯爵 John Stuart, 3rd Earl of Bute （1713–1792）                                                                               | 1762年 5月26日                      | 喬治三世 （1760年－1820年在位） | 1763年 4月8日                                       | 第一財政大臣 上议院领袖                             | 托利党                        | 比特內閣                                                  | [ 10 ]                          |
| — |                                | 约翰·斯图尔特 第三代比特伯爵 John Stuart, 3rd Earl of Bute （1713–1792）                                                                               |                                     | 喬治三世 （1760年－1820年在位） |                                                     | 第一財政大臣 上议院领袖                             | 托利党                        | 比特內閣                                                  | [ 10 ]                          |
| 第一任来自苏格兰的首相；结束了辉格党的主导地位；七年战争结束后签订了巴黎和约。 |                                | 约翰·斯图尔特 第三代比特伯爵 John Stuart, 3rd Earl of Bute （1713–1792）                                                                               |                                     | 喬治三世 （1760年－1820年在位） |                                                     |                                                     |                               |                                                           | [ 10 ]                          |
| |                                | 喬治·格倫維爾 George Grenville 白金漢選區议员 （1712–1770）                                                                                            | 1763年 4月16日                      | 喬治三世 （1760年－1820年在位） | 1765年 7月13日                                      | 第一財政大臣 财政大臣 下议院领袖                    | 辉格党                        | 格倫維爾內閣                                              | [ 11 ]                          |
| — |                                | 喬治·格倫維爾 George Grenville 白金漢選區议员 （1712–1770）                                                                                            |                                     | 喬治三世 （1760年－1820年在位） |                                                     | 第一財政大臣 财政大臣 下议院领袖                    | 辉格党                        | 格倫維爾內閣                                              | [ 11 ]                          |
| 进一步降低殖民地税额；施行印花法令（这间接导致了美国革命）。 |                                | 喬治·格倫維爾 George Grenville 白金漢選區议员 （1712–1770）                                                                                            |                                     | 喬治三世 （1760年－1820年在位） |                                                     |                                                     |                               |                                                           | [ 11 ]                          |
| |                                | 查尔斯·沃森-文特沃斯 第二代罗金汉侯爵 Charles Watson-Wentworth, 2nd Marquess of Rockingham （1730–1782）                                               | 1765年 7月13日                      | 喬治三世 （1760年－1820年在位） | 1766年 7月30日                                      | 第一財政大臣 上议院领袖                             | 辉格党                        | 第一次羅金漢內閣                                          | [ 12 ]                          |
| — |                                | 查尔斯·沃森-文特沃斯 第二代罗金汉侯爵 Charles Watson-Wentworth, 2nd Marquess of Rockingham （1730–1782）                                               |                                     | 喬治三世 （1760年－1820年在位） |                                                     | 第一財政大臣 上议院领袖                             | 辉格党                        | 第一次羅金漢內閣                                          | [ 12 ]                          |
| 为了安抚美洲殖民地的居民和英国的制造商而废除了受到极大争议的印花法令。 |                                | 查尔斯·沃森-文特沃斯 第二代罗金汉侯爵 Charles Watson-Wentworth, 2nd Marquess of Rockingham （1730–1782）                                               |                                     | 喬治三世 （1760年－1820年在位） |                                                     |                                                     |                               |                                                           | [ 12 ]                          |
| |                                | 威廉·皮特 第一代查塔姆伯爵 William Pitt ‘the Elder’, 1st Earl of Chatham （1708–1778）                                                                 | 1766年 7月30日                      | 喬治三世 （1760年－1820年在位） | 1768年 10月14日                                     | 掌玺大臣                                            | 辉格党                        | 查塔姆內閣                                                | [ 13 ]                          |
| — |                                | 威廉·皮特 第一代查塔姆伯爵 William Pitt ‘the Elder’, 1st Earl of Chatham （1708–1778）                                                                 |                                     | 喬治三世 （1760年－1820年在位） |                                                     | 掌玺大臣                                            | 辉格党                        | 查塔姆內閣                                                | [ 13 ]                          |
| 在加拿大殖民地击败法国后，英国成为了真正的大帝国，间接促使法国大革命。 |                                | 威廉·皮特 第一代查塔姆伯爵 William Pitt ‘the Elder’, 1st Earl of Chatham （1708–1778）                                                                 |                                     | 喬治三世 （1760年－1820年在位） |                                                     |                                                     |                               |                                                           | [ 13 ]                          |
| |                                | 奥古斯都·菲茨罗伊 第三代格拉夫顿公爵 Augustus FitzRoy, 3rd Duke of Grafton （1735–1811）                                                               | 1768年 10月14日                     | 喬治三世 （1760年－1820年在位） | 1770年 1月28日                                      | 第一財政大臣 上议院领袖                             | 辉格党                        | 格拉夫頓內閣                                              | [ 14 ]                          |
| 1768年 |                                | 奥古斯都·菲茨罗伊 第三代格拉夫顿公爵 Augustus FitzRoy, 3rd Duke of Grafton （1735–1811）                                                               |                                     | 喬治三世 （1760年－1820年在位） |                                                     | 第一財政大臣 上议院领袖                             | 辉格党                        | 格拉夫頓內閣                                              | [ 14 ]                          |
| 曾试图调和英国与美洲殖民地居民的紧张关系。 |                                | 奥古斯都·菲茨罗伊 第三代格拉夫顿公爵 Augustus FitzRoy, 3rd Duke of Grafton （1735–1811）                                                               |                                     | 喬治三世 （1760年－1820年在位） |                                                     |                                                     |                               |                                                           | [ 14 ]                          |
| |                                | 腓特烈·诺斯 诺斯勋爵 Frederick North, Lord North 班伯里选区议员 （1732–1792）                                                                          | 1770年 1月28日                      | 喬治三世 （1760年－1820年在位） | 1782年 3月22日                                      | 第一財政大臣 财政大臣 下议院领袖                    | 托利党                        | 諾斯內閣                                                  | [ 15 ]                          |
| 1774年、1780年 |                                | 腓特烈·诺斯 诺斯勋爵 Frederick North, Lord North 班伯里选区议员 （1732–1792）                                                                          |                                     | 喬治三世 （1760年－1820年在位） |                                                     | 第一財政大臣 财政大臣 下议院领袖                    | 托利党                        | 諾斯內閣                                                  | [ 15 ]                          |
| 领导英军对抗美洲殖民地的革命，但错误频频；试图在爱尔兰推行改革；在戈登暴动后因不信任动议而下台。 |                                | 腓特烈·诺斯 诺斯勋爵 Frederick North, Lord North 班伯里选区议员 （1732–1792）                                                                          |                                     | 喬治三世 （1760年－1820年在位） |                                                     |                                                     |                               |                                                           | [ 15 ]                          |
| |                                | 查尔斯·沃森-文特沃斯 第二代罗金汉侯爵 Charles Watson-Wentworth, 2nd Marquess of Rockingham （1730–1782）                                               | 1782年 3月27日                      | 喬治三世 （1760年－1820年在位） | 1782年 7月1日                                       | 第一財政大臣 上议院领袖                             | 辉格党                        | 第二次羅金漢內閣                                          | [ 8 ]                           |
| — |                                | 查尔斯·沃森-文特沃斯 第二代罗金汉侯爵 Charles Watson-Wentworth, 2nd Marquess of Rockingham （1730–1782）                                               |                                     | 喬治三世 （1760年－1820年在位） |                                                     | 第一財政大臣 上议院领袖                             | 辉格党                        | 第二次羅金漢內閣                                          | [ 8 ]                           |
| 承认美国独立；推行经济改革；死于任期内。 |                                | 查尔斯·沃森-文特沃斯 第二代罗金汉侯爵 Charles Watson-Wentworth, 2nd Marquess of Rockingham （1730–1782）                                               |                                     | 喬治三世 （1760年－1820年在位） |                                                     |                                                     |                               |                                                           | [ 8 ]                           |
| |                                | 威廉·佩蒂 第二代谢尔本伯爵 William Petty, 2nd Earl of Shelburne （1737–1805）                                                                          | 1782年 7月4日                       | 喬治三世 （1760年－1820年在位） | 1783年 4月2日                                       | 第一財政大臣 上议院领袖                             | 辉格党                        | 謝爾本內閣                                                | [ 8 ]                           |
| — |                                | 威廉·佩蒂 第二代谢尔本伯爵 William Petty, 2nd Earl of Shelburne （1737–1805）                                                                          |                                     | 喬治三世 （1760年－1820年在位） |                                                     | 第一財政大臣 上议院领袖                             | 辉格党                        | 謝爾本內閣                                                | [ 8 ]                           |
| 计划推行政治改革；与美国、法蘭西王国、西班牙王国签订和约。 |                                | 威廉·佩蒂 第二代谢尔本伯爵 William Petty, 2nd Earl of Shelburne （1737–1805）                                                                          |                                     | 喬治三世 （1760年－1820年在位） |                                                     |                                                     |                               |                                                           | [ 8 ]                           |
| |                                | 威廉·卡文迪许-本廷克 第三代波特兰公爵 William Cavendish-Bentinck, 3rd Duke of Portland （1738–1809）                                                   | 1783年 4月2日                       | 喬治三世 （1760年－1820年在位） | 1783年 11月19日                                     | 第一財政大臣 上议院领袖                             | 辉格党                        | 福克斯-諾斯聯盟                                           | [ 8 ]                           |
| — |                                | 威廉·卡文迪许-本廷克 第三代波特兰公爵 William Cavendish-Bentinck, 3rd Duke of Portland （1738–1809）                                                   |                                     | 喬治三世 （1760年－1820年在位） |                                                     | 第一財政大臣 上议院领袖                             | 辉格党                        | 福克斯-諾斯聯盟                                           | [ 8 ]                           |
| 试图改革东印度公司，但被国王乔治三世阻止。 |                                | 威廉·卡文迪许-本廷克 第三代波特兰公爵 William Cavendish-Bentinck, 3rd Duke of Portland （1738–1809）                                                   |                                     | 喬治三世 （1760年－1820年在位） |                                                     |                                                     |                               |                                                           | [ 8 ]                           |
| |                                | 小威廉·皮特 William Pitt ‘the Younger’ 1784年前为阿普比选区议员 1784年后为剑桥大学选区议员 （1759–1806）                                               | 1783年 11月19日                     | 喬治三世 （1760年－1820年在位） | 1801年 3月14日                                      | 第一財政大臣 财政大臣 下议院领袖                    | 托利党                        | 第一次小皮特內閣                                          | [ 16 ]                          |
| 1784年，1790年，1796年 |                                | 小威廉·皮特 William Pitt ‘the Younger’ 1784年前为阿普比选区议员 1784年后为剑桥大学选区议员 （1759–1806）                                               |                                     | 喬治三世 （1760年－1820年在位） |                                                     | 第一財政大臣 财政大臣 下议院领袖                    | 托利党                        | 第一次小皮特內閣                                          | [ 16 ]                          |
| 最年轻的首相；在任内推行1784年皮特印度法令；反对奴隶贸易；减少国债；组成三国联盟；征收所得税；1793年带领英军与法国进行战争。 |                                | 小威廉·皮特 William Pitt ‘the Younger’ 1784年前为阿普比选区议员 1784年后为剑桥大学选区议员 （1759–1806）                                               |                                     | 喬治三世 （1760年－1820年在位） |                                                     |                                                     |                               |                                                           | [ 16 ]                          |
| |                                | 亨利·阿丁顿 第一代西德默斯子爵 Henry Addington 迪韦齐斯选区议员 （1757–1844）                                                                          | 1801年 3月17日                      | 喬治三世 （1760年－1820年在位） | 1804年 5月10日                                      | 第一財政大臣 财政大臣 下议院领袖                    | 托利党                        | 阿丁頓內閣                                                | [ 8 ]                           |
| 1801年， 1802年 |                                | 亨利·阿丁顿 第一代西德默斯子爵 Henry Addington 迪韦齐斯选区议员 （1757–1844）                                                                          |                                     | 喬治三世 （1760年－1820年在位） |                                                     | 第一財政大臣 财政大臣 下议院领袖                    | 托利党                        | 阿丁頓內閣                                                | [ 8 ]                           |
| 1802年与法国和谈，签订亚眠和约。 |                                | 亨利·阿丁顿 第一代西德默斯子爵 Henry Addington 迪韦齐斯选区议员 （1757–1844）                                                                          |                                     | 喬治三世 （1760年－1820年在位） |                                                     |                                                     |                               |                                                           | [ 8 ]                           |
| |                                | 小威廉·皮特 William Pitt ‘the Younger’ 剑桥大学选区议员 （1759–1806）                                                                                  | 1804年 5月10日                      | 喬治三世 （1760年－1820年在位） | 1806年 1月23日                                      | 第一財政大臣 财政大臣 下议院领袖                    | 托利党                        | 第二次小皮特內閣                                          | [ 8 ]                           |
| — |                                | 小威廉·皮特 William Pitt ‘the Younger’ 剑桥大学选区议员 （1759–1806）                                                                                  |                                     | 喬治三世 （1760年－1820年在位） |                                                     | 第一財政大臣 财政大臣 下议院领袖                    | 托利党                        | 第二次小皮特內閣                                          | [ 8 ]                           |
| 与俄罗斯帝国、奥地利帝国和瑞典王國联盟，一起对抗法国；领导英军进行了特拉法加戰役、乌尔姆战役和奥斯特里茨战役；死于任期内。 |                                | 小威廉·皮特 William Pitt ‘the Younger’ 剑桥大学选区议员 （1759–1806）                                                                                  |                                     | 喬治三世 （1760年－1820年在位） |                                                     |                                                     |                               |                                                           | [ 8 ]                           |
| |                                | 威廉·温德姆·格伦维尔 第一代格伦维尔勳爵 William Wyndham Grenville, 1st Baron Grenville （1759–1834）                                                   | 1806年 2月11日                      | 喬治三世 （1760年－1820年在位） | 1807年 3月31日                                      | 第一財政大臣 上议院领袖                             | 辉格党                        | 賢能內閣                                                  | [ 8 ]                           |
| 1806年 |                                | 威廉·温德姆·格伦维尔 第一代格伦维尔勳爵 William Wyndham Grenville, 1st Baron Grenville （1759–1834）                                                   |                                     | 喬治三世 （1760年－1820年在位） |                                                     | 第一財政大臣 上议院领袖                             | 辉格党                        | 賢能內閣                                                  | [ 8 ]                           |
| 废除奴隶贸易。 |                                | 威廉·温德姆·格伦维尔 第一代格伦维尔勳爵 William Wyndham Grenville, 1st Baron Grenville （1759–1834）                                                   |                                     | 喬治三世 （1760年－1820年在位） |                                                     |                                                     |                               |                                                           | [ 8 ]                           |
| |                                | 威廉·卡文迪许-本廷克 第三代波特兰公爵 William Cavendish-Bentinck, 3rd Duke of Portland （1738–1809）                                                   | 1807年3月31日                       | 喬治三世 （1760年－1820年在位） | 1809年10月4日                                       | 第一財政大臣                                        | 托利党（名义上）              | 第二次波特蘭內閣                                          | [ 8 ]                           |
| 1807年 |                                | 威廉·卡文迪许-本廷克 第三代波特兰公爵 William Cavendish-Bentinck, 3rd Duke of Portland （1738–1809）                                                   |                                     | 喬治三世 （1760年－1820年在位） |                                                     | 第一財政大臣                                        | 托利党（名义上）              | 第二次波特蘭內閣                                          | [ 8 ]                           |
| 领导保守政府施政；在任时年老多病。 |                                | 威廉·卡文迪许-本廷克 第三代波特兰公爵 William Cavendish-Bentinck, 3rd Duke of Portland （1738–1809）                                                   |                                     | 喬治三世 （1760年－1820年在位） |                                                     |                                                     |                               |                                                           | [ 8 ]                           |
| |                                | 斯賓塞·珀西瓦爾 Spencer Perceval 北安普顿选区议员 （1762–1812）                                                                                        | 1809年 10月4日                      | 喬治三世 （1760年－1820年在位） | 1812年 5月11日                                      | 第一財政大臣 财政大臣 兰开斯特公爵郡大臣 下议院领袖 | 托利党                        | 珀西瓦爾內閣（Tory Government 1809–1812）                 | [ 17 ]                          |
| — |                                | 斯賓塞·珀西瓦爾 Spencer Perceval 北安普顿选区议员 （1762–1812）                                                                                        |                                     | 喬治三世 （1760年－1820年在位） |                                                     | 第一財政大臣 财政大臣 兰开斯特公爵郡大臣 下议院领袖 | 托利党                        | 珀西瓦爾內閣（Tory Government 1809–1812）                 | [ 17 ]                          |
| 领导英军进行半岛战争；是历史上唯一一位被刺杀身亡的英国首相。 |                                | 斯賓塞·珀西瓦爾 Spencer Perceval 北安普顿选区议员 （1762–1812）                                                                                        |                                     | 喬治三世 （1760年－1820年在位） |                                                     |                                                     |                               |                                                           | [ 17 ]                          |
| |                                | 罗伯特·班克斯·詹金逊 第二代利物浦伯爵 Robert Banks Jenkinson, 2nd Earl of Liverpool （1770–1828）                                                      | 1812年 6月8日                       | 喬治三世 （1760年－1820年在位） | 1827年 4月9日                                       | 第一財政大臣 上议院领袖                             | 托利党                        | 利物浦內閣（Tory Government 1812–1827）                   | [ 18 ]                          |
| 1812年，1818年，1820年，1826年 | 1812年，1818年，1820年，1826年 | 罗伯特·班克斯·詹金逊 第二代利物浦伯爵 Robert Banks Jenkinson, 2nd Earl of Liverpool （1770–1828）                                                      | 喬治四世 （1820年－1830年在位）     |                                 |                                                     | 第一財政大臣 上议院领袖                             | 托利党                        | 利物浦內閣（Tory Government 1812–1827）                   | [ 18 ]                          |
| 代表英国参加拿破仑战争后的维也纳会议；遭遇1817年的经济衰退；带领英军与美国进行1812年战争；在1819年使英国重回金本位制度。 |                                | 罗伯特·班克斯·詹金逊 第二代利物浦伯爵 Robert Banks Jenkinson, 2nd Earl of Liverpool （1770–1828）                                                      | 喬治四世 （1820年－1830年在位）     |                                 |                                                     |                                                     |                               |                                                           | [ 18 ]                          |
| |                                | 乔治·坎宁 George Canning 西福德选区议员 （1770–1827）                                                                                                  | 喬治四世 （1820年－1830年在位）     | 1827年 4月10日                  | 1827年 8月8日                                       | 第一財政大臣 财政大臣 下议院领袖                    | 托利党                        | 坎寧內閣                                                  | [ 8 ]                           |
| — |                                | 乔治·坎宁 George Canning 西福德选区议员 （1770–1827）                                                                                                  | 喬治四世 （1820年－1830年在位）     |                                 |                                                     | 第一財政大臣 财政大臣 下议院领袖                    | 托利党                        | 坎寧內閣                                                  | [ 8 ]                           |
| 上任后不久便病亡。 |                                | 乔治·坎宁 George Canning 西福德选区议员 （1770–1827）                                                                                                  | 喬治四世 （1820年－1830年在位）     |                                 |                                                     |                                                     |                               |                                                           | [ 8 ]                           |
| |                                | 弗雷德里克·约翰·罗宾逊 第一代戈德里奇子爵 Frederick John Robinson, 1st Viscount Goderich （1782–1859）                                                 | 喬治四世 （1820年－1830年在位）     | 1827年 8月31日                  | 1828年 1月22日                                      | 第一財政大臣 上议院领袖                             | 托利党                        | 戈德里奇內閣                                              | [ 8 ]                           |
| — |                                | 弗雷德里克·约翰·罗宾逊 第一代戈德里奇子爵 Frederick John Robinson, 1st Viscount Goderich （1782–1859）                                                 | 喬治四世 （1820年－1830年在位）     |                                 |                                                     | 第一財政大臣 上议院领袖                             | 托利党                        | 戈德里奇內閣                                              | [ 8 ]                           |
| 缺乏同僚的支持，而后辞职。 |                                | 弗雷德里克·约翰·罗宾逊 第一代戈德里奇子爵 Frederick John Robinson, 1st Viscount Goderich （1782–1859）                                                 | 喬治四世 （1820年－1830年在位）     |                                 |                                                     |                                                     |                               |                                                           | [ 8 ]                           |
| |                                | 阿瑟·韦尔斯利 第一代威灵顿公爵 Arthur Wellesley, 1st Duke of Wellington （1769–1852）                                                                  | 喬治四世 （1820年－1830年在位）     | 1828年 1月22日                  | 1830年 11月16日                                     | 第一財政大臣 上议院领袖                             | 托利党                        | 威靈頓內閣                                                | [ 8 ]                           |
| 1830年 |                                | 阿瑟·韦尔斯利 第一代威灵顿公爵 Arthur Wellesley, 1st Duke of Wellington （1769–1852）                                                                  | 喬治四世 （1820年－1830年在位）     |                                 |                                                     | 第一財政大臣 上议院领袖                             | 托利党                        | 威靈頓內閣                                                | [ 8 ]                           |
| 推行1829年天主教救济法令。 |                                | 阿瑟·韦尔斯利 第一代威灵顿公爵 Arthur Wellesley, 1st Duke of Wellington （1769–1852）                                                                  | 喬治四世 （1820年－1830年在位）     |                                 |                                                     |                                                     |                               |                                                           | [ 8 ]                           |
| |                                | 查尔斯·格雷 第二代格雷伯爵 Charles Grey, 2nd Earl Grey （1764–1845）                                                                                   | 1830年 11月22日                     | 1834年 7月9日                   | 第一財政大臣 上议院领袖                             | 辉格党                                              | 格雷內閣                      | [ 19 ]                                                    | 威廉四世 （1830年－1837年在位） |
| 1831年，1832年 |                                | 查尔斯·格雷 第二代格雷伯爵 Charles Grey, 2nd Earl Grey （1764–1845）                                                                                   |                                     |                                 | 第一財政大臣 上议院领袖                             | 辉格党                                              | 格雷內閣                      | [ 19 ]                                                    | 威廉四世 （1830年－1837年在位） |
| 实施1832年改革法令；平息秋千暴乱；推行童工限令；废除奴隶制度。 |                                | 查尔斯·格雷 第二代格雷伯爵 Charles Grey, 2nd Earl Grey （1764–1845）                                                                                   |                                     |                                 |                                                     |                                                     |                               | [ 19 ]                                                    | 威廉四世 （1830年－1837年在位） |
| |                                | 威廉·兰姆 第二代墨尔本子爵 William Lamb, 2nd Viscount Melbourne （1779–1848）                                                                          | 1834年 7月16日                      | 1834年 11月14日                 | 第一財政大臣 上议院领袖                             | 辉格党                                              | 第一次墨爾本內閣              | [ 20 ]                                                    | 威廉四世 （1830年－1837年在位） |
| — |                                | 威廉·兰姆 第二代墨尔本子爵 William Lamb, 2nd Viscount Melbourne （1779–1848）                                                                          |                                     |                                 | 第一財政大臣 上议院领袖                             | 辉格党                                              | 第一次墨爾本內閣              | [ 20 ]                                                    | 威廉四世 （1830年－1837年在位） |
| 威廉四世迫使其辞职。 |                                | 威廉·兰姆 第二代墨尔本子爵 William Lamb, 2nd Viscount Melbourne （1779–1848）                                                                          |                                     |                                 |                                                     |                                                     |                               | [ 20 ]                                                    | 威廉四世 （1830年－1837年在位） |
| |                                | 阿瑟·韦尔斯利 第一代威灵顿公爵 Arthur Wellesley, 1st Duke of Wellington （1769–1852）                                                                  | 1834年 11月14日                     | 1834年 12月10日                 | 第一財政大臣 上议院领袖 内政大臣 外交及聯邦事务大臣 | 托利党                                              | 保守黨臨時政府                | [ 21 ]                                                    | 威廉四世 （1830年－1837年在位） |
| — |                                | 阿瑟·韦尔斯利 第一代威灵顿公爵 Arthur Wellesley, 1st Duke of Wellington （1769–1852）                                                                  |                                     |                                 | 第一財政大臣 上议院领袖 内政大臣 外交及聯邦事务大臣 | 托利党                                              | 保守黨臨時政府                | [ 21 ]                                                    | 威廉四世 （1830年－1837年在位） |
| 看守政府。 |                                | 阿瑟·韦尔斯利 第一代威灵顿公爵 Arthur Wellesley, 1st Duke of Wellington （1769–1852）                                                                  |                                     |                                 |                                                     |                                                     |                               | [ 21 ]                                                    | 威廉四世 （1830年－1837年在位） |
| |                                | 罗伯特·皮尔爵士 Sir Robert Peel, Bt 塔姆沃思选区议员 （1788–1850）                                                                                     | 1834年 12月10日                     | 1835年 4月8日                   | 第一財政大臣 财政大臣 下议院领袖                    | 保守党                                              | 第一次皮爾內閣                | [ 22 ] [ 23 ]                                             | 威廉四世 （1830年－1837年在位） |
| 1835年 |                                | 罗伯特·皮尔爵士 Sir Robert Peel, Bt 塔姆沃思选区议员 （1788–1850）                                                                                     |                                     |                                 | 第一財政大臣 财政大臣 下议院领袖                    | 保守党                                              | 第一次皮爾內閣                | [ 22 ] [ 23 ]                                             | 威廉四世 （1830年－1837年在位） |
| 始终无法在议会获得多数支持，被迫辞职。 |                                | 罗伯特·皮尔爵士 Sir Robert Peel, Bt 塔姆沃思选区议员 （1788–1850）                                                                                     |                                     |                                 |                                                     |                                                     |                               | [ 22 ] [ 23 ]                                             | 威廉四世 （1830年－1837年在位） |
| |                                | 威廉·兰姆 第二代墨尔本子爵 William Lamb, 2nd Viscount Melbourne （1779–1848）                                                                          | 1835年 4月18日                      | 1841年 8月30日                  | 第一財政大臣 上议院领袖                             | 辉格党                                              | 第二次墨爾本內閣              | [ 24 ]                                                    | 威廉四世 （1830年－1837年在位） |
| 1835年， 1837年 | 1835年， 1837年                | 威廉·兰姆 第二代墨尔本子爵 William Lamb, 2nd Viscount Melbourne （1779–1848）                                                                          | 维多利亚女王 （1837年－1901年在位） |                                 | 第一財政大臣 上议院领袖                             | 辉格党                                              | 第二次墨爾本內閣              | [ 24 ]                                                    |                                 |
| 推行1835年市议会组织法令；签订怀唐伊条约。1840年-1841年投票通過發動第一次鴉片戰爭。戰爭勝利結束任滿離職。 |                                | 威廉·兰姆 第二代墨尔本子爵 William Lamb, 2nd Viscount Melbourne （1779–1848）                                                                          | 维多利亚女王 （1837年－1901年在位） |                                 |                                                     |                                                     |                               | [ 24 ]                                                    |                                 |
| |                                | 罗伯特·皮尔爵士 Sir Robert Peel, Bt 塔姆沃思选区议员 （1788–1850）                                                                                     | 维多利亚女王 （1837年－1901年在位） | 1841年 8月30日                  | 1846年 6月29日                                      | 第一財政大臣 下议院领袖                             | 保守党                        | 第二次皮爾內閣                                            | [ 25 ]                          |
| 1841年 |                                | 罗伯特·皮尔爵士 Sir Robert Peel, Bt 塔姆沃思选区议员 （1788–1850）                                                                                     | 维多利亚女王 （1837年－1901年在位） |                                 |                                                     | 第一財政大臣 下议院领袖                             | 保守党                        | 第二次皮爾內閣                                            | [ 25 ]                          |
| 推行矿场法令；重设所得税；实施1844年铁路管理法令；施行谷物法(因爱尔兰大饥荒而制定的法令)；废除一些关税。 |                                | 罗伯特·皮尔爵士 Sir Robert Peel, Bt 塔姆沃思选区议员 （1788–1850）                                                                                     | 维多利亚女王 （1837年－1901年在位） |                                 |                                                     |                                                     |                               |                                                           | [ 25 ]                          |
| |                                | 约翰·罗素勳爵 Lord John Russell 伦敦城选区议员 （1792–1878）                                                                                           | 维多利亚女王 （1837年－1901年在位） | 1846年 6月30日                  | 1852年 2月21日                                      | 第一財政大臣 下议院领袖                             | 辉格党                        | 第一次羅素內閣                                            | [ 26 ]                          |
| 1847年 |                                | 约翰·罗素勳爵 Lord John Russell 伦敦城选区议员 （1792–1878）                                                                                           | 维多利亚女王 （1837年－1901年在位） |                                 |                                                     | 第一財政大臣 下议院领袖                             | 辉格党                        | 第一次羅素內閣                                            | [ 26 ]                          |
| 少数政府；推行1847年教育法令；举办第一届万国工业博览会， |                                | 约翰·罗素勳爵 Lord John Russell 伦敦城选区议员 （1792–1878）                                                                                           | 维多利亚女王 （1837年－1901年在位） |                                 |                                                     |                                                     |                               |                                                           | [ 26 ]                          |
| |                                | 爱德华·史密斯-斯坦利 第十四代德比伯爵 Edward Smith-Stanley, 14th Earl of Derby （1799–1869）                                                           | 维多利亚女王 （1837年－1901年在位） | 1852年 2月23日                  | 1852年 11月17日                                     | 第一財政大臣 上议院领袖                             | 保守党                        | 第一次德比內閣                                            | [ 27 ]                          |
| 1852年 |                                | 爱德华·史密斯-斯坦利 第十四代德比伯爵 Edward Smith-Stanley, 14th Earl of Derby （1799–1869）                                                           | 维多利亚女王 （1837年－1901年在位） |                                 |                                                     | 第一財政大臣 上议院领袖                             | 保守党                        | 第一次德比內閣                                            | [ 27 ]                          |
| 因财政预算案未通过而被迫下台。 |                                | 爱德华·史密斯-斯坦利 第十四代德比伯爵 Edward Smith-Stanley, 14th Earl of Derby （1799–1869）                                                           | 维多利亚女王 （1837年－1901年在位） |                                 |                                                     |                                                     |                               |                                                           | [ 27 ]                          |
| |                                | 乔治·汉密尔顿-戈登 第四代阿伯丁伯爵 George Hamilton-Gordon, 4th Earl of Aberdeen （1784–1860）                                                         | 维多利亚女王 （1837年－1901年在位） | 1852年 11月19日                 | 1855年 1月30日                                      | 第一財政大臣 上议院领袖                             | 皮尔/辉格党                   | 阿伯丁內閣                                                | [ 28 ]                          |
| — |                                | 乔治·汉密尔顿-戈登 第四代阿伯丁伯爵 George Hamilton-Gordon, 4th Earl of Aberdeen （1784–1860）                                                         | 维多利亚女王 （1837年－1901年在位） |                                 |                                                     | 第一財政大臣 上议院领袖                             | 皮尔/辉格党                   | 阿伯丁內閣                                                | [ 28 ]                          |
| 领导英军进行克里米亚战争，战后辞职。 |                                | 乔治·汉密尔顿-戈登 第四代阿伯丁伯爵 George Hamilton-Gordon, 4th Earl of Aberdeen （1784–1860）                                                         | 维多利亚女王 （1837年－1901年在位） |                                 |                                                     |                                                     |                               |                                                           | [ 28 ]                          |
| |                                | 亨利·约翰·坦普尔 第三代巴麥尊子爵 Henry John Temple, 3rd Viscount Palmerston 蒂弗顿选区议员 （1784–1865）                                              | 维多利亚女王 （1837年－1901年在位） | 1855年 2月6日                   | 1858年 2月19日                                      | 第一財政大臣 下议院领袖                             | 辉格党                        | 第一次巴麥尊內閣（Palmerston Government 1855–1858）       | [ 29 ]                          |
| 1857年 |                                | 亨利·约翰·坦普尔 第三代巴麥尊子爵 Henry John Temple, 3rd Viscount Palmerston 蒂弗顿选区议员 （1784–1865）                                              | 维多利亚女王 （1837年－1901年在位） |                                 |                                                     | 第一財政大臣 下议院领袖                             | 辉格党                        | 第一次巴麥尊內閣（Palmerston Government 1855–1858）       | [ 29 ]                          |
| 任内爆发印度民族起义；推行了1857年印度法令。1856年發動第二次鴉片戰爭 |                                | 亨利·约翰·坦普尔 第三代巴麥尊子爵 Henry John Temple, 3rd Viscount Palmerston 蒂弗顿选区议员 （1784–1865）                                              | 维多利亚女王 （1837年－1901年在位） |                                 |                                                     |                                                     |                               |                                                           | [ 29 ]                          |
| |                                | 爱德华·史密斯-斯坦利 第十四代德比伯爵 Edward Smith-Stanley, 14th Earl of Derby （1799–1869）                                                           | 维多利亚女王 （1837年－1901年在位） | 1858年 2月20日                  | 1859年 6月11日                                      | 第一財政大臣 上议院领袖                             | 保守党                        | 第二次德比內閣                                            | [ 30 ]                          |
| — |                                | 爱德华·史密斯-斯坦利 第十四代德比伯爵 Edward Smith-Stanley, 14th Earl of Derby （1799–1869）                                                           | 维多利亚女王 （1837年－1901年在位） |                                 |                                                     | 第一財政大臣 上议院领袖                             | 保守党                        | 第二次德比內閣                                            | [ 30 ]                          |
| 推行1858年印度法令；将东印度公司收归国有；推行犹太人救济法令；允许犹太人进入议会担当议员。 |                                | 爱德华·史密斯-斯坦利 第十四代德比伯爵 Edward Smith-Stanley, 14th Earl of Derby （1799–1869）                                                           | 维多利亚女王 （1837年－1901年在位） |                                 |                                                     |                                                     |                               |                                                           | [ 30 ]                          |
| |                                | 亨利·约翰·坦普尔 第三代巴麥尊子爵 Henry John Temple, 3rd Viscount Palmerston 蒂弗顿选区议员 （1784–1865）                                              | 维多利亚女王 （1837年－1901年在位） | 1859年 6月12日                  | 1865年 10月18日                                     | 第一財政大臣 下议院领袖                             | 自由党                        | 第二次巴麥尊內閣（Liberal Government 1859–1866）          | [ 31 ]                          |
| 1859年，1865年 |                                | 亨利·约翰·坦普尔 第三代巴麥尊子爵 Henry John Temple, 3rd Viscount Palmerston 蒂弗顿选区议员 （1784–1865）                                              | 维多利亚女王 （1837年－1901年在位） |                                 |                                                     | 第一財政大臣 下议院领袖                             | 自由党                        | 第二次巴麥尊內閣（Liberal Government 1859–1866）          | [ 31 ]                          |
| 任内组建自由党，鴉片戰爭勝利結束。制定對於关于南北战争政策；死于任期内。 |                                | 亨利·约翰·坦普尔 第三代巴麥尊子爵 Henry John Temple, 3rd Viscount Palmerston 蒂弗顿选区议员 （1784–1865）                                              | 维多利亚女王 （1837年－1901年在位） |                                 |                                                     |                                                     |                               |                                                           | [ 31 ]                          |
| |                                | 约翰·罗素 第一代罗素伯爵 John Russell, 1st Earl Russell （1792–1878）                                                                                  | 维多利亚女王 （1837年－1901年在位） | 1865年 10月29日                 | 1866年 6月26日                                      | 第一財政大臣 上议院领袖                             | 自由党                        | 第二次羅素內閣                                            | [ 32 ]                          |
| — |                                | 约翰·罗素 第一代罗素伯爵 John Russell, 1st Earl Russell （1792–1878）                                                                                  | 维多利亚女王 （1837年－1901年在位） |                                 |                                                     | 第一財政大臣 上议院领袖                             | 自由党                        | 第二次羅素內閣                                            | [ 32 ]                          |
| 试图进行改革，但遭到内阁反对。 |                                | 约翰·罗素 第一代罗素伯爵 John Russell, 1st Earl Russell （1792–1878）                                                                                  | 维多利亚女王 （1837年－1901年在位） |                                 |                                                     |                                                     |                               |                                                           | [ 32 ]                          |
| |                                | 爱德华·史密斯-斯坦利 第十四代德比伯爵 Edward Smith-Stanley, 14th Earl of Derby （1799–1869）                                                           | 维多利亚女王 （1837年－1901年在位） | 1866年 6月28日                  | 1868年 2月25日                                      | 第一財政大臣 上议院领袖                             | 保守党                        | 第三次德比內閣                                            | [ 33 ]                          |
| — |                                | 爱德华·史密斯-斯坦利 第十四代德比伯爵 Edward Smith-Stanley, 14th Earl of Derby （1799–1869）                                                           | 维多利亚女王 （1837年－1901年在位） |                                 |                                                     | 第一財政大臣 上议院领袖                             | 保守党                        | 第三次德比內閣                                            | [ 33 ]                          |
| 推行1867年改革法令；被认为是现代保守党之父。 |                                | 爱德华·史密斯-斯坦利 第十四代德比伯爵 Edward Smith-Stanley, 14th Earl of Derby （1799–1869）                                                           | 维多利亚女王 （1837年－1901年在位） |                                 |                                                     |                                                     |                               |                                                           | [ 33 ]                          |
| |                                | 本傑明·迪斯雷利 Benjamin Disraeli 白金汉郡选区议员 （1804–1881）                                                                                       | 维多利亚女王 （1837年－1901年在位） | 1868年 2月27日                  | 1868年 12月1日                                      | 第一財政大臣 下议院领袖                             | 保守党                        | 第一次迪斯雷利內閣                                        | [ 34 ]                          |
| — |                                | 本傑明·迪斯雷利 Benjamin Disraeli 白金汉郡选区议员 （1804–1881）                                                                                       | 维多利亚女王 （1837年－1901年在位） |                                 |                                                     | 第一財政大臣 下议院领袖                             | 保守党                        | 第一次迪斯雷利內閣                                        | [ 34 ]                          |
| 唯一的犹太裔英国首相；因保守党在议会议员未过半而解散议会。 |                                | 本傑明·迪斯雷利 Benjamin Disraeli 白金汉郡选区议员 （1804–1881）                                                                                       | 维多利亚女王 （1837年－1901年在位） |                                 |                                                     |                                                     |                               |                                                           | [ 34 ]                          |
| |                                | 威廉·尤尔特·格莱斯顿 William Ewart Gladstone 格林尼治选区议员 （1809–1898）                                                                            | 维多利亚女王 （1837年－1901年在位） | 1868年 12月3日                  | 1874年 2月17日                                      | 第一財政大臣 财政大臣 下议院领袖                    | 自由党                        | 第一次格萊斯頓內閣                                        | [ 35 ]                          |
| 1868年 |                                | 威廉·尤尔特·格莱斯顿 William Ewart Gladstone 格林尼治选区议员 （1809–1898）                                                                            | 维多利亚女王 （1837年－1901年在位） |                                 |                                                     | 第一財政大臣 财政大臣 下议院领袖                    | 自由党                        | 第一次格萊斯頓內閣                                        | [ 35 ]                          |
| 推行军队改革；实施1870年爱尔兰土地法令、1870年初等教育法令、1871年工会法令；调停普法战争失败。 |                                | 威廉·尤尔特·格莱斯顿 William Ewart Gladstone 格林尼治选区议员 （1809–1898）                                                                            | 维多利亚女王 （1837年－1901年在位） |                                 |                                                     |                                                     |                               |                                                           | [ 35 ]                          |
| |                                | 本杰明·迪斯雷利 第一代比肯斯菲爾德伯爵 Benjamin Disraeli, 1st Earl of Beaconsfield 1876年前为白金汉郡选区议员 1876年后为比肯斯菲爾德伯爵 （1804–1881） | 维多利亚女王 （1837年－1901年在位） | 1874年 2月20日                  | 1880年 4月21日                                      | 第一財政大臣 下议院领袖 上议院领袖 掌玺大臣         | 保守党                        | 第二次迪斯雷利內閣                                        | [ 36 ]                          |
| 1874年 |                                | 本杰明·迪斯雷利 第一代比肯斯菲爾德伯爵 Benjamin Disraeli, 1st Earl of Beaconsfield 1876年前为白金汉郡选区议员 1876年后为比肯斯菲爾德伯爵 （1804–1881） | 维多利亚女王 （1837年－1901年在位） |                                 |                                                     | 第一財政大臣 下议院领袖 上议院领袖 掌玺大臣         | 保守党                        | 第二次迪斯雷利內閣                                        | [ 36 ]                          |
| 继续推行各项社会法令，例如1875年公共健康法令、1875年居民区改进法令；购买苏伊士运河公司股份；讓維多利亞獲得印度女皇称号；领导英军进行第二次英阿战争；开始了长时间的萧条期。                                                                     |                                | 本杰明·迪斯雷利 第一代比肯斯菲爾德伯爵 Benjamin Disraeli, 1st Earl of Beaconsfield 1876年前为白金汉郡选区议员 1876年后为比肯斯菲爾德伯爵 （1804–1881） | 维多利亚女王 （1837年－1901年在位） |                                 |                                                     |                                                     |                               |                                                           | [ 36 ]                          |
| |                                | 威廉·尤尔特·格莱斯顿 William Ewart Gladstone 中洛锡安选区议员 （1809–1898）                                                                            | 维多利亚女王 （1837年－1901年在位） | 1880年 4月23日                  | 1885年 6月9日                                       | 第一財政大臣 财政大臣 下议院领袖                    | 自由党                        | 第二次格萊斯頓內閣                                        | [ 37 ]                          |
| 1880年 |                                | 威廉·尤尔特·格莱斯顿 William Ewart Gladstone 中洛锡安选区议员 （1809–1898）                                                                            | 维多利亚女王 （1837年－1901年在位） |                                 |                                                     | 第一財政大臣 财政大臣 下议院领袖                    | 自由党                        | 第二次格萊斯頓內閣                                        | [ 37 ]                          |
| 进行第一次布尔战争；推行爱尔兰强制法令；签订基尔马纳姆条约；推行1882年已婚妇女财产法令；推行1884年改革法令；重新分配议会议席；因放弃苏丹，导致查理·乔治·戈登死亡，被迫下台。                                                           |                                | 威廉·尤尔特·格莱斯顿 William Ewart Gladstone 中洛锡安选区议员 （1809–1898）                                                                            | 维多利亚女王 （1837年－1901年在位） |                                 |                                                     |                                                     |                               |                                                           | [ 37 ]                          |
| |                                | 羅伯特·蓋斯科因-塞西爾 第三代索爾斯伯利侯爵 Robert Gascoyne-Cecil, 3rd Marquess of Salisbury （1830–1903）                                             | 维多利亚女王 （1837年－1901年在位） | 1885年 6月23日                  | 1886年 1月28日                                      | 外交及聯邦事务大臣 上议院领袖                       | 保守党                        | 第一次索爾斯伯利內閣                                      | [ 38 ]                          |
| 1885年 |                                | 羅伯特·蓋斯科因-塞西爾 第三代索爾斯伯利侯爵 Robert Gascoyne-Cecil, 3rd Marquess of Salisbury （1830–1903）                                             | 维多利亚女王 （1837年－1901年在位） |                                 |                                                     | 外交及聯邦事务大臣 上议院领袖                       | 保守党                        | 第一次索爾斯伯利內閣                                      | [ 38 ]                          |
| 少数政府，立法为工人阶级提供住房。 |                                | 羅伯特·蓋斯科因-塞西爾 第三代索爾斯伯利侯爵 Robert Gascoyne-Cecil, 3rd Marquess of Salisbury （1830–1903）                                             | 维多利亚女王 （1837年－1901年在位） |                                 |                                                     |                                                     |                               |                                                           | [ 38 ]                          |
| |                                | 威廉·尤尔特·格莱斯顿 William Ewart Gladstone 中洛锡安选区议员 （1809–1898）                                                                            | 维多利亚女王 （1837年－1901年在位） | 1886年 2月1日                   | 1886年 7月20日                                      | 第一財政大臣 下议院领袖 掌玺大臣                    | 自由党                        | 第三次格萊斯頓內閣                                        | [ 39 ]                          |
| 1885年 |                                | 威廉·尤尔特·格莱斯顿 William Ewart Gladstone 中洛锡安选区议员 （1809–1898）                                                                            | 维多利亚女王 （1837年－1901年在位） |                                 |                                                     | 第一財政大臣 下议院领袖 掌玺大臣                    | 自由党                        | 第三次格萊斯頓內閣                                        | [ 39 ]                          |
| 通过爱尔兰自治草案。 |                                | 威廉·尤尔特·格莱斯顿 William Ewart Gladstone 中洛锡安选区议员 （1809–1898）                                                                            | 维多利亚女王 （1837年－1901年在位） |                                 |                                                     |                                                     |                               |                                                           | [ 39 ]                          |
| |                                | 羅伯特·蓋斯科因-塞西爾 第三代索爾斯伯利侯爵 Robert Gascoyne-Cecil, 3rd Marquess of Salisbury （1830–1903）                                             | 维多利亚女王 （1837年－1901年在位） | 1886年 7月25日                  | 1892年 8月11日                                      | 第一財政大臣 外交及聯邦事务大臣 上议院领袖          | 保守党                        | 第二次索爾斯伯利內閣（Conservative Government 1886–1892） | [ 40 ]                          |
| 1886年 |                                | 羅伯特·蓋斯科因-塞西爾 第三代索爾斯伯利侯爵 Robert Gascoyne-Cecil, 3rd Marquess of Salisbury （1830–1903）                                             | 维多利亚女王 （1837年－1901年在位） |                                 |                                                     | 第一財政大臣 外交及聯邦事务大臣 上议院领袖          | 保守党                        | 第二次索爾斯伯利內閣（Conservative Government 1886–1892） | [ 40 ]                          |
| 反对爱尔兰自治；废除传染病法令；推行1888年地方政府法令；瓜分非洲；推行1891年免费教育法令。 |                                | 羅伯特·蓋斯科因-塞西爾 第三代索爾斯伯利侯爵 Robert Gascoyne-Cecil, 3rd Marquess of Salisbury （1830–1903）                                             | 维多利亚女王 （1837年－1901年在位） |                                 |                                                     |                                                     |                               |                                                           | [ 40 ]                          |
| |                                | 威廉·尤尔特·格莱斯顿 William Ewart Gladstone 中洛锡安选区议员 （1809–1898）                                                                            | 维多利亚女王 （1837年－1901年在位） | 1892年 8月15日                  | 1894年 3月2日                                       | 第一財政大臣 下议院领袖 掌玺大臣                    | 自由党                        | 第四次格萊斯頓內閣                                        | [ 41 ]                          |
| 1892年 |                                | 威廉·尤尔特·格莱斯顿 William Ewart Gladstone 中洛锡安选区议员 （1809–1898）                                                                            | 维多利亚女王 （1837年－1901年在位） |                                 |                                                     | 第一財政大臣 下议院领袖 掌玺大臣                    | 自由党                        | 第四次格萊斯頓內閣                                        | [ 41 ]                          |
| 再次推行爱尔兰自治法令，下议院通过了该法令，但上议院否决了该法令，导致他辞职。 |                                | 威廉·尤尔特·格莱斯顿 William Ewart Gladstone 中洛锡安选区议员 （1809–1898）                                                                            | 维多利亚女王 （1837年－1901年在位） |                                 |                                                     |                                                     |                               |                                                           | [ 41 ]                          |
| |                                | 阿奇博尔德·普里姆罗斯 第五代罗斯伯里伯爵 Archibald Primrose, 5th Earl of Rosebery （1847–1929）                                                        | 维多利亚女王 （1837年－1901年在位） | 1894年 3月5日                   | 1895年 6月22日                                      | 第一財政大臣 上议院领袖                             | 自由党                        | 羅斯伯里內閣（Liberal Government 1892–1895）              | [ 42 ]                          |
| — |                                | 阿奇博尔德·普里姆罗斯 第五代罗斯伯里伯爵 Archibald Primrose, 5th Earl of Rosebery （1847–1929）                                                        | 维多利亚女王 （1837年－1901年在位） |                                 |                                                     | 第一財政大臣 上议院领袖                             | 自由党                        | 羅斯伯里內閣（Liberal Government 1892–1895）              | [ 42 ]                          |
| 奉行帝国主义；扩建海军；这使自由党内部分裂，遂辞职。 |                                | 阿奇博尔德·普里姆罗斯 第五代罗斯伯里伯爵 Archibald Primrose, 5th Earl of Rosebery （1847–1929）                                                        | 维多利亚女王 （1837年－1901年在位） |                                 |                                                     |                                                     |                               |                                                           | [ 42 ]                          |
| |                                | 羅伯特·蓋斯科因-塞西爾 第三代索爾斯伯利侯爵 Robert Gascoyne-Cecil, 3rd Marquess of Salisbury （1830–1903）                                             | 维多利亚女王 （1837年－1901年在位） | 1895年 6月25日                  | 1902年 7月11日                                      | 外交及聯邦事务大臣 上议院领袖 掌玺大臣              | 保守党                        | 索爾斯伯利統一政府（Unionist Government 1895–1905）       | [ 43 ]                          |
| 1895年，1900年 | 1895年，1900年                 | 羅伯特·蓋斯科因-塞西爾 第三代索爾斯伯利侯爵 Robert Gascoyne-Cecil, 3rd Marquess of Salisbury （1830–1903）                                             | 爱德华七世 （1901年－1910年在位）   |                                 |                                                     | 外交及聯邦事务大臣 上议院领袖 掌玺大臣              | 保守党                        | 索爾斯伯利統一政府（Unionist Government 1895–1905）       | [ 43 ]                          |
| 推行1897年工人赔偿法令；发动英桑战争和第二次布尔战争；与日本建立同盟关系。 |                                | 羅伯特·蓋斯科因-塞西爾 第三代索爾斯伯利侯爵 Robert Gascoyne-Cecil, 3rd Marquess of Salisbury （1830–1903）                                             | 爱德华七世 （1901年－1910年在位）   |                                 |                                                     |                                                     |                               |                                                           | [ 43 ]                          |
| |                                | 亚瑟·贝尔福 Arthur Balfour 东曼彻斯特选区议员 （1848–1930）                                                                                            | 爱德华七世 （1901年－1910年在位）   | 1902年 7月11日                  | 1905年 12月5日                                      | 第一財政大臣 下议院领袖                             | 保守党                        | 貝爾福統一政府（Unionist Government 1895–1905）           | [ 8 ]                           |
| — |                                | 亚瑟·贝尔福 Arthur Balfour 东曼彻斯特选区议员 （1848–1930）                                                                                            | 爱德华七世 （1901年－1910年在位）   |                                 |                                                     | 第一財政大臣 下议院领袖                             | 保守党                        | 貝爾福統一政府（Unionist Government 1895–1905）           | [ 8 ]                           |
| 与爱德华七世关系恶劣；他的内阁对是否进行自由贸易而产生分歧；推行1902年教育法令。 |                                | 亚瑟·贝尔福 Arthur Balfour 东曼彻斯特选区议员 （1848–1930）                                                                                            | 爱德华七世 （1901年－1910年在位）   |                                 |                                                     |                                                     |                               |                                                           | [ 8 ]                           |
| |                                | 亨利·坎貝爾-班納文爵士 Sir Henry Campbell-Bannerman 斯特灵伯勒选区议员 （1836–1908）                                                                   | 爱德华七世 （1901年－1910年在位）   | 1905年 12月5日                  | 1908年 4月7日                                       | 第一財政大臣 下议院领袖                             | 自由党                        | 坎貝爾-班納文內閣（Liberal Government 1905–1915）         | [ 8 ]                           |
| 1906年 |                                | 亨利·坎貝爾-班納文爵士 Sir Henry Campbell-Bannerman 斯特灵伯勒选区议员 （1836–1908）                                                                   | 爱德华七世 （1901年－1910年在位）   |                                 |                                                     | 第一財政大臣 下议院领袖                             | 自由党                        | 坎貝爾-班納文內閣（Liberal Government 1905–1915）         | [ 8 ]                           |
| 正式的第一任英国首相；返还奥兰治自由邦和德兰士瓦的自治权；签订英俄条约。 |                                | 亨利·坎貝爾-班納文爵士 Sir Henry Campbell-Bannerman 斯特灵伯勒选区议员 （1836–1908）                                                                   | 爱德华七世 （1901年－1910年在位）   |                                 |                                                     |                                                     |                               |                                                           | [ 8 ]                           |
| |                                | 赫伯特·亨利·阿斯奎斯 Herbert Henry Asquith 东法夫选区议员 （1852–1928）                                                                                | 爱德华七世 （1901年－1910年在位）   | 1908年 4月7日                   | 1916年 12月5日                                      | 第一財政大臣 下议院领袖                             | 自由党                        | 第一、二、三次阿斯奎斯內閣                                | [ 8 ]                           |
| 1910年1月，1910年12月 | 1910年1月，1910年12月          | 赫伯特·亨利·阿斯奎斯 Herbert Henry Asquith 东法夫选区议员 （1852–1928）                                                                                | 阿斯奎斯聯合政府                    | 乔治五世 （1910年－1936年在位） |                                                     | 第一財政大臣 下议院领袖                             | 自由党                        |                                                           | [ 8 ]                           |
| 进行福利改革；通过政府财政预算案；推进1908年退休金法令、1911年国家保险法令、猫捉老鼠法令、地方自治法令；任内爆发第一次世界大战、复活节起义。                                                                                           |                                | 赫伯特·亨利·阿斯奎斯 Herbert Henry Asquith 东法夫选区议员 （1852–1928）                                                                                |                                     | 乔治五世 （1910年－1936年在位） |                                                     |                                                     |                               |                                                           | [ 8 ]                           |
| |                                | 大卫·劳合·乔治 David Lloyd George 卡纳芬选区议员 （1863–1945）                                                                                         | 1916年 12月6日                      | 乔治五世 （1910年－1936年在位） | 1922年 10月19日                                     | 第一財政大臣                                        | 自由党                        | 劳合·乔治战时内阁                                         | [ 44 ]                          |
| 1918年 | 1918年                         | 大卫·劳合·乔治 David Lloyd George 卡纳芬选区议员 （1863–1945）                                                                                         | 劳合·乔治联合政府                   | 乔治五世 （1910年－1936年在位） |                                                     | 第一財政大臣                                        | 自由党                        |                                                           | [ 44 ]                          |
| 母语为威尔士语，是第一位母语非英语的英国首相；领导英国取得一战胜利；实行选举改革法令；扩大选民范围；出席巴黎和会；代表英国签署了凡尔赛和约；给予爱尔兰南部自治领的地位。                                                               |                                | 大卫·劳合·乔治 David Lloyd George 卡纳芬选区议员 （1863–1945）                                                                                         |                                     | 乔治五世 （1910年－1936年在位） |                                                     |                                                     |                               |                                                           | [ 44 ]                          |
| |                                | 安德鲁·博纳·劳 Andrew Bonar Law 中格拉斯哥选区议员 （1858–1923）                                                                                       | 1922年 10月23日                     | 乔治五世 （1910年－1936年在位） | 1923年 5月20日                                      | 第一財政大臣 下议院领袖                             | 保守党                        | 博納勞內閣（Conservative Government 1922–1924）           | [ 45 ]                          |
| 1922年 |                                | 安德鲁·博纳·劳 Andrew Bonar Law 中格拉斯哥选区议员 （1858–1923）                                                                                       |                                     | 乔治五世 （1910年－1936年在位） |                                                     | 第一財政大臣 下议院领袖                             | 保守党                        | 博納勞內閣（Conservative Government 1922–1924）           | [ 45 ]                          |
| 在加拿大出生，首位非不列颠本土出生的英国首相；因健康原因辞职；辞职后六个月病亡。 |                                | 安德鲁·博纳·劳 Andrew Bonar Law 中格拉斯哥选区议员 （1858–1923）                                                                                       |                                     | 乔治五世 （1910年－1936年在位） |                                                     |                                                     |                               |                                                           | [ 45 ]                          |
| |                                | 斯坦利·鲍德温 Stanley Baldwin 比尤德利选区议员 （1867–1947）                                                                                           | 1923年 5月23日                      | 乔治五世 （1910年－1936年在位） | 1924年 1月16日                                      | 第一財政大臣 财政大臣 下议院领袖                    | 保守党                        | 第一次鮑德溫內閣（Conservative Government 1922–1924）     | [ 46 ]                          |
| — |                                | 斯坦利·鲍德温 Stanley Baldwin 比尤德利选区议员 （1867–1947）                                                                                           |                                     | 乔治五世 （1910年－1936年在位） |                                                     | 第一財政大臣 财政大臣 下议院领袖                    | 保守党                        | 第一次鮑德溫內閣（Conservative Government 1922–1924）     | [ 46 ]                          |
| 实施保护主义的关税政策，却未被议会通过；因不信任案而辞职。 |                                | 斯坦利·鲍德温 Stanley Baldwin 比尤德利选区议员 （1867–1947）                                                                                           |                                     | 乔治五世 （1910年－1936年在位） |                                                     |                                                     |                               |                                                           | [ 46 ]                          |
| |                                | 拉姆齐·麦克唐纳 Ramsay MacDonald 亚伯拉昂选区议员 （1866–1937）                                                                                        | 1924年 1月22日                      | 乔治五世 （1910年－1936年在位） | 1924年 11月4日                                      | 第一財政大臣 下议院领袖 外交及联邦事务大臣          | 工党                          | 第一次麥克唐納內閣（Labour Government 1924）              | [ 47 ]                          |
| 1923年 |                                | 拉姆齐·麦克唐纳 Ramsay MacDonald 亚伯拉昂选区议员 （1866–1937）                                                                                        |                                     | 乔治五世 （1910年－1936年在位） |                                                     | 第一財政大臣 下议院领袖 外交及联邦事务大臣          | 工党                          | 第一次麥克唐納內閣（Labour Government 1924）              | [ 47 ]                          |
| 少数政府，第一位工党首相；在第一次世界大战后，与德国商定战争赔款事项。 |                                | 拉姆齐·麦克唐纳 Ramsay MacDonald 亚伯拉昂选区议员 （1866–1937）                                                                                        |                                     | 乔治五世 （1910年－1936年在位） |                                                     |                                                     |                               |                                                           | [ 47 ]                          |
| |                                | 斯坦利·鲍德温 Stanley Baldwin 比尤德利选区议员 （1867–1947）                                                                                           | 1924年 11月4日                      | 乔治五世 （1910年－1936年在位） | 1929年 6月5日                                       | 第一財政大臣 下议院领袖                             | 保守党                        | 第二次鮑德溫內閣                                          | [ 48 ]                          |
| 1924年 |                                | 斯坦利·鲍德温 Stanley Baldwin 比尤德利选区议员 （1867–1947）                                                                                           |                                     | 乔治五世 （1910年－1936年在位） |                                                     | 第一財政大臣 下议院领袖                             | 保守党                        | 第二次鮑德溫內閣                                          | [ 48 ]                          |
| 签订罗加诺公约、非战公约；通过英国的妇女参政权；在任期间发生1926年英国大罢工。 |                                | 斯坦利·鲍德温 Stanley Baldwin 比尤德利选区议员 （1867–1947）                                                                                           |                                     | 乔治五世 （1910年－1936年在位） |                                                     |                                                     |                               |                                                           | [ 48 ]                          |
| |                                | 拉姆齐·麦克唐纳 Ramsay MacDonald 锡厄姆选区议员 （1866–1937）                                                                                          | 1929年 6月5日                       | 乔治五世 （1910年－1936年在位） | 1935年 6月7日                                       | 第一財政大臣 下议院领袖                             | 工党                          | 第二次麥克唐納內閣（Labour Government 1929–1931）         | [ 49 ] [ 50 ]                   |
| | 1929年、1931年                 | 1929年、1931年 | 國民工黨                            | 乔治五世 （1910年－1936年在位） | 第一次國民內閣（1931） 第二次國民內閣（1931–1935）  | 第一財政大臣 下议院领袖                             |                               |                                                           | [ 49 ] [ 50 ]                   |
| 少数政府，任命了第一任女性部长；在任内发生1929年华尔街股灾。后因无法得到工党的支持被迫辞职；重组国民内阁并受到保守党和自由党的支持，随后被工党开除党籍，内阁受保守党领导。                                                             |                                | 拉姆齐·麦克唐纳 Ramsay MacDonald 锡厄姆选区议员 （1866–1937）                                                                                          |                                     | 乔治五世 （1910年－1936年在位） |                                                     |                                                     |                               |                                                           | [ 49 ] [ 50 ]                   |
| |                                | 斯坦利·鲍德温 Stanley Baldwin 比尤德利选区议员 （1867–1947）                                                                                           | 1935年 6月7日                       | 乔治五世 （1910年－1936年在位） | 1937年 5月28日                                      | 第一財政大臣 下议院领袖                             | 保守党                        | 第三次國民內閣                                            | [ 51 ]                          |
| 1935年 | 1935年                         | 斯坦利·鲍德温 Stanley Baldwin 比尤德利选区议员 （1867–1947）                                                                                           | 爱德华八世 （1936年在位）           |                                 |                                                     | 第一財政大臣 下议院领袖                             | 保守党                        | 第三次國民內閣                                            | [ 51 ]                          |
| 爱德华八世出现退位危机；开始重整军备；未能阻止意大利在擴張其東非殖民地；批评德國违反凡尔赛条约。 |                                | 斯坦利·鲍德温 Stanley Baldwin 比尤德利选区议员 （1867–1947）                                                                                           | 爱德华八世 （1936年在位）           |                                 |                                                     |                                                     |                               |                                                           | [ 51 ]                          |
| |                                | 内维尔·张伯伦 Neville Chamberlain 伯明翰埃奇巴斯顿选区议员 （1869–1940）                                                                               | 1937年 5月28日                      | 1940年 5月10日                  | 第一財政大臣 下议院领袖                             | 保守党                                              | 第四次國民內閣 张伯伦战时内阁 | [ 8 ]                                                     | 乔治六世 （1936年－1952年在位） |
| — |                                | 内维尔·张伯伦 Neville Chamberlain 伯明翰埃奇巴斯顿选区议员 （1869–1940）                                                                               |                                     |                                 | 第一財政大臣 下议院领袖                             | 保守党                                              | 第四次國民內閣 张伯伦战时内阁 | [ 8 ]                                                     | 乔治六世 （1936年－1952年在位） |
| 对德国及意大利繼續进行绥靖政策而受批评，默許德奧合併和簽訂慕尼黑協定，任内第二次世界大战爆发；遂辞职。 |                                | 内维尔·张伯伦 Neville Chamberlain 伯明翰埃奇巴斯顿选区议员 （1869–1940）                                                                               |                                     |                                 |                                                     |                                                     |                               | [ 8 ]                                                     | 乔治六世 （1936年－1952年在位） |
| |                                | 温斯顿·丘吉尔 Winston Churchill 艾坪选区议员 （1874–1965）                                                                                             | 1940年 5月10日                      | 1945年 7月26日                  | 第一財政大臣 国防大臣 下议院领袖                    | 保守党                                              | 丘吉尔战时内阁 丘吉尔看守内阁 | [ 52 ]                                                    | 乔治六世 （1936年－1952年在位） |
| — |                                | 温斯顿·丘吉尔 Winston Churchill 艾坪选区议员 （1874–1965）                                                                                             |                                     |                                 | 第一財政大臣 国防大臣 下议院领袖                    | 保守党                                              | 丘吉尔战时内阁 丘吉尔看守内阁 | [ 52 ]                                                    | 乔治六世 （1936年－1952年在位） |
| 领导战时联合政府並領導英國贏得二戰；促进成立联合国。联合政府到任后建立包括保守党、自由党和无党籍人士的看守政府。输掉大选。 |                                | 温斯顿·丘吉尔 Winston Churchill 艾坪选区议员 （1874–1965）                                                                                             |                                     |                                 |                                                     |                                                     |                               | [ 52 ]                                                    | 乔治六世 （1936年－1952年在位） |
| |                                | 克莱门特·艾德礼 Clement Attlee 1950年前为赖姆豪斯选区议员 1950年后为沃尔瑟姆斯托选区议员 （1883–1967）                                                 | 1945年 7月26日                      | 1951年 10月26日                 | 第一財政大臣 国防大臣                               | 工党                                                | 艾德礼内阁                    | [ 53 ]                                                    | 乔治六世 （1936年－1952年在位） |
| 1945年、1950年 |                                | 克莱门特·艾德礼 Clement Attlee 1950年前为赖姆豪斯选区议员 1950年后为沃尔瑟姆斯托选区议员 （1883–1967）                                                 |                                     |                                 | 第一財政大臣 国防大臣                               | 工党                                                | 艾德礼内阁                    | [ 53 ]                                                    | 乔治六世 （1936年－1952年在位） |
| 在战后继续进行国家基础设施建设；建立全國衛生系統；同意印度独立；英国从巴勒斯坦撤出；加入北约；冷战开始；派遣英军参加朝鲜战争。 |                                | 克莱门特·艾德礼 Clement Attlee 1950年前为赖姆豪斯选区议员 1950年后为沃尔瑟姆斯托选区议员 （1883–1967）                                                 |                                     |                                 |                                                     |                                                     |                               | [ 53 ]                                                    | 乔治六世 （1936年－1952年在位） |
| |                                | 温斯顿·丘吉尔爵士 Sir Winston Churchill 伍德福德选区议员 （1874–1965）                                                                                 | 1951年 10月26日                     | 1955年 4月7日                   | 第一財政大臣 国防大臣                               | 保守党                                              | 第三次丘吉尔内阁              | [ 54 ]                                                    | 乔治六世 （1936年－1952年在位） |
| 1951年 | 1951年                         | 温斯顿·丘吉尔爵士 Sir Winston Churchill 伍德福德选区议员 （1874–1965）                                                                                 | 伊丽莎白二世 （1952年－2022年在位） |                                 | 第一財政大臣 国防大臣                               | 保守党                                              | 第三次丘吉尔内阁              | [ 54 ]                                                    |                                 |
| 任内发生茅茅起义、马来西亚危机，因年邁辭職。 |                                | 温斯顿·丘吉尔爵士 Sir Winston Churchill 伍德福德选区议员 （1874–1965）                                                                                 | 伊丽莎白二世 （1952年－2022年在位） |                                 |                                                     |                                                     |                               | [ 54 ]                                                    |                                 |
| |                                | 安东尼·艾登爵士 Sir Anthony Eden 沃里克和莱明顿选区议员 （1897–1977）                                                                                  | 伊丽莎白二世 （1952年－2022年在位） | 1955年 4月7日                   | 1957年 1月10日                                      | 第一財政大臣                                        | 保守党                        | 艾登內閣                                                  | [ 55 ]                          |
| 1955年 |                                | 安东尼·艾登爵士 Sir Anthony Eden 沃里克和莱明顿选区议员 （1897–1977）                                                                                  | 伊丽莎白二世 （1952年－2022年在位） |                                 |                                                     | 第一財政大臣                                        | 保守党                        | 艾登內閣                                                  | [ 55 ]                          |
| 伊莉莎白二世即位後第一個任命的首相，未能阻止埃及将苏伊士运河收归国有；派军入侵埃及，导致苏伊士运河危机，因而辞职。 |                                | 安东尼·艾登爵士 Sir Anthony Eden 沃里克和莱明顿选区议员 （1897–1977）                                                                                  | 伊丽莎白二世 （1952年－2022年在位） |                                 |                                                     |                                                     |                               |                                                           | [ 55 ]                          |
| |                                | 哈羅德·麥米倫 Harold Macmillan 布罗姆利选区议员 （1894–1986）                                                                                          | 伊丽莎白二世 （1952年－2022年在位） | 1957年 1月10日                  | 1963年 10月19日                                     | 第一財政大臣                                        | 保守党                        | 麥美倫內閣                                                | [ 56 ]                          |
| 1959年 |                                | 哈羅德·麥米倫 Harold Macmillan 布罗姆利选区议员 （1894–1986）                                                                                          | 伊丽莎白二世 （1952年－2022年在位） |                                 |                                                     | 第一財政大臣                                        | 保守党                        | 麥美倫內閣                                                | [ 56 ]                          |
| 英国首次申请加入欧洲共同体；保守党内部对是否应当加入欧洲共同体产生分歧；任期内发生诺丁山种族骚乱、柏林墙建立、古巴导弹危机、长刀之夜和普罗富莫事件。因健康原因辞职。                                                                   |                                | 哈羅德·麥米倫 Harold Macmillan 布罗姆利选区议员 （1894–1986）                                                                                          | 伊丽莎白二世 （1952年－2022年在位） |                                 |                                                     |                                                     |                               |                                                           | [ 56 ]                          |
| |                                | 亚历克·道格拉斯-休姆爵士 Sir Alec Douglas- Home 1963年前為休姆伯爵 其后为金罗斯和珀斯郡选区议员 （1903–1995）                                          | 伊丽莎白二世 （1952年－2022年在位） | 1963年 10月19日                 | 1964年 10月16日                                     | 第一財政大臣                                        | 保守党                        | 休姆內閣                                                  | [ 57 ]                          |
| — |                                | 亚历克·道格拉斯-休姆爵士 Sir Alec Douglas- Home 1963年前為休姆伯爵 其后为金罗斯和珀斯郡选区议员 （1903–1995）                                          | 伊丽莎白二世 （1952年－2022年在位） |                                 |                                                     | 第一財政大臣                                        | 保守党                        | 休姆內閣                                                  | [ 57 ]                          |
| 拜相时是休姆伯爵；1963年10月23日，为了进入下议院，放弃了贵族身份；輸掉大選。 |                                | 亚历克·道格拉斯-休姆爵士 Sir Alec Douglas- Home 1963年前為休姆伯爵 其后为金罗斯和珀斯郡选区议员 （1903–1995）                                          | 伊丽莎白二世 （1952年－2022年在位） |                                 |                                                     |                                                     |                               |                                                           | [ 57 ]                          |
| |                                | 哈罗德·威尔逊 Harold Wilson 海顿选区议员 （1916–1995）                                                                                                 | 伊丽莎白二世 （1952年－2022年在位） | 1964年 10月16日                 | 1970年 6月19日                                      | 第一財政大臣 公務員事務部長                         | 工党                          | 第一次威爾遜內閣                                          | [ 58 ]                          |
| 1964年、1966年 |                                | 哈罗德·威尔逊 Harold Wilson 海顿选区议员 （1916–1995）                                                                                                 | 伊丽莎白二世 （1952年－2022年在位） |                                 |                                                     | 第一財政大臣 公務員事務部長                         | 工党                          | 第一次威爾遜內閣                                          | [ 58 ]                          |
| 进行社会改革，促使堕胎、同性恋合法化、改革工会、把投票權由21歲降至18歲；意外輸掉大選。 |                                | 哈罗德·威尔逊 Harold Wilson 海顿选区议员 （1916–1995）                                                                                                 | 伊丽莎白二世 （1952年－2022年在位） |                                 |                                                     |                                                     |                               |                                                           | [ 58 ]                          |
| |                                | 爱德华·希思 Edward Heath 贝克斯利选区议员 （1916–2005）                                                                                                | 伊丽莎白二世 （1952年－2022年在位） | 1970年 6月19日                  | 1974年 3月4日                                       | 第一財政大臣 公務員事務部長                         | 保守党                        | 希思內閣                                                  | [ 59 ]                          |
| 1970年 |                                | 爱德华·希思 Edward Heath 贝克斯利选区议员 （1916–2005）                                                                                                | 伊丽莎白二世 （1952年－2022年在位） |                                 |                                                     | 第一財政大臣 公務員事務部長                         | 保守党                        | 希思內閣                                                  | [ 59 ]                          |
| 因工人的抗议，被迫对工厂实施三天工作周；为了削减开支，减少了对大学的拨款；任内爆发血腥星期日；1974年出現懸歭國會，在筹组联合政府失败后，宣布辞职。                                                                                     |                                | 爱德华·希思 Edward Heath 贝克斯利选区议员 （1916–2005）                                                                                                | 伊丽莎白二世 （1952年－2022年在位） |                                 |                                                     |                                                     |                               |                                                           | [ 59 ]                          |
| |                                | 哈罗德·威尔逊 Harold Wilson 海顿选区议员 （1916–1995）                                                                                                 | 伊丽莎白二世 （1952年－2022年在位） | 1974年 3月4日                   | 1976年 4月5日                                       | 第一財政大臣 公務員事務部長                         | 工党                          | 第二次威爾遜內閣                                          | [ 60 ]                          |
| 1974年2月、1974年10月 |                                | 哈罗德·威尔逊 Harold Wilson 海顿选区议员 （1916–1995）                                                                                                 | 伊丽莎白二世 （1952年－2022年在位） |                                 |                                                     | 第一財政大臣 公務員事務部長                         | 工党                          | 第二次威爾遜內閣                                          | [ 60 ]                          |
| 1975年籍公民投票通过决议将英国留在欧洲共同体；后来以倦勤为由，宣布辞职。 |                                | 哈罗德·威尔逊 Harold Wilson 海顿选区议员 （1916–1995）                                                                                                 | 伊丽莎白二世 （1952年－2022年在位） |                                 |                                                     |                                                     |                               |                                                           | [ 60 ]                          |
| |                                | 詹姆斯·卡拉汉 James Callaghan 东南加的夫选区议员 （1912–2005）                                                                                         | 伊丽莎白二世 （1952年－2022年在位） | 1976年 4月5日                   | 1979年 5月4日                                       | 第一財政大臣 公務員事務部長                         | 工党                          | 卡拉汉内阁                                                | [ 61 ] [ 62 ]                   |
| — |                                | 詹姆斯·卡拉汉 James Callaghan 东南加的夫选区议员 （1912–2005）                                                                                         | 伊丽莎白二世 （1952年－2022年在位） |                                 |                                                     | 第一財政大臣 公務員事務部長                         | 工党                          | 卡拉汉内阁                                                | [ 61 ] [ 62 ]                   |
| 唯一一位出任过所有四大国务大臣，即财政大臣、内务大臣、外务大臣和首相的人；曾卷入了用人唯亲的丑闻；在经济方面取得了相当的成功；因下议院通过不信任动议而辞职，输掉大选。                                                                 |                                | 詹姆斯·卡拉汉 James Callaghan 东南加的夫选区议员 （1912–2005）                                                                                         | 伊丽莎白二世 （1952年－2022年在位） |                                 |                                                     |                                                     |                               |                                                           | [ 61 ] [ 62 ]                   |
| |                                | 玛格丽特·撒切尔 Margaret Thatcher 芬奇利选区议员 （1925–2013）                                                                                         | 伊丽莎白二世 （1952年－2022年在位） | 1979年 5月4日                   | 1990年 11月28日                                     | 第一財政大臣 公務員事務部長                         | 保守党                        | 第一、二、三次戴卓爾夫人內閣                              | [ 63 ] [ 64 ]                   |
| 1979年、1983年、1987年 |                                | 玛格丽特·撒切尔 Margaret Thatcher 芬奇利选区议员 （1925–2013）                                                                                         | 伊丽莎白二世 （1952年－2022年在位） |                                 |                                                     | 第一財政大臣 公務員事務部長                         | 保守党                        | 第一、二、三次戴卓爾夫人內閣                              | [ 63 ] [ 64 ]                   |
| 第一位女性首相；带领英军赢得了福克蘭戰爭；任内爆发礦工大罷工事件、将许多国有化企业私有化、签订中英联合声明、經歷冷戰结束；在黨內壓力下辭職。任期長達11年，為繼18、19世紀最初幾位首相之後，近代任期最長的首相。                         |                                | 玛格丽特·撒切尔 Margaret Thatcher 芬奇利选区议员 （1925–2013）                                                                                         | 伊丽莎白二世 （1952年－2022年在位） |                                 |                                                     |                                                     |                               |                                                           | [ 63 ] [ 64 ]                   |
| |                                | 馬卓安 John Major 亨丁顿选区议员 （1943– ） | 伊丽莎白二世 （1952年－2022年在位） | 1990年 11月28日                 | 1997年 5月2日                                       | 第一財政大臣 公務員事務部長                         | 保守党                        | 第一、二次馬卓安內閣                                      | [ 65 ] [ 66 ]                   |
| 1992年 |                                | 馬卓安 John Major 亨丁顿选区议员 （1943– ） | 伊丽莎白二世 （1952年－2022年在位） |                                 |                                                     | 第一財政大臣 公務員事務部長                         | 保守党                        | 第一、二次馬卓安內閣                                      | [ 65 ] [ 66 ]                   |
| 经历1990年代初的经济衰退；派遣英军参加海湾战争；将英国铁路私有化；开办国家彩票。在大选中落败。 |                                | 馬卓安 John Major 亨丁顿选区议员 （1943– ） | 伊丽莎白二世 （1952年－2022年在位） |                                 |                                                     |                                                     |                               |                                                           | [ 65 ] [ 66 ]                   |
| |                                | 東尼·布萊爾 Tony Blair 塞奇菲尔德选区议员 （1953– ）                                                                                                   | 伊丽莎白二世 （1952年－2022年在位） | 1997年 5月2日                   | 2007年 6月27日                                      | 第一財政大臣 公務員事務部長                         | 工党                          | 第一、二、三次貝理雅內閣                                  | [ 67 ] [ 68 ]                   |
| 1997年、2001年、2005年 |                                | 東尼·布萊爾 Tony Blair 塞奇菲尔德选区议员 （1953– ）                                                                                                   | 伊丽莎白二世 （1952年－2022年在位） |                                 |                                                     | 第一財政大臣 公務員事務部長                         | 工党                          | 第一、二、三次貝理雅內閣                                  | [ 67 ] [ 68 ]                   |
| 任内将香港主權移交；戴安娜王妃发生车祸身亡；允许英格兰银行有更多的独立性；推行1998年人权法令、1998年蘇格蘭法令；签署贝尔法斯特协议；2001年和2003年，分别支援美国出兵阿富汗和伊拉克；民事伴侶關係法令；在黨內壓力下辭職。               |                                | 東尼·布萊爾 Tony Blair 塞奇菲尔德选区议员 （1953– ）                                                                                                   | 伊丽莎白二世 （1952年－2022年在位） |                                 |                                                     |                                                     |                               |                                                           | [ 67 ] [ 68 ]                   |
| |                                | 白高敦 Gordon Brown 柯科迪和考登毕斯选区议员 （1951– ）                                                                                                | 伊丽莎白二世 （1952年－2022年在位） | 2007年 6月27日                  | 2010年 5月11日                                      | 第一財政大臣 公務員事務部長                         | 工党                          | 白高敦內閣                                                | [ 69 ]                          |
| — |                                | 白高敦 Gordon Brown 柯科迪和考登毕斯选区议员 （1951– ）                                                                                                | 伊丽莎白二世 （1952年－2022年在位） |                                 |                                                     | 第一財政大臣 公務員事務部長                         | 工党                          | 白高敦內閣                                                | [ 69 ]                          |
| 任内金融危机爆发，英国经济陷入困境；2009年6月两名内阁大臣陷入财政丑闻；2010年大選中，工党在下议院贏得席次少于保守党，在筹组联合政府失败后請辞。                                                                                        |                                | 白高敦 Gordon Brown 柯科迪和考登毕斯选区议员 （1951– ）                                                                                                | 伊丽莎白二世 （1952年－2022年在位） |                                 |                                                     |                                                     |                               |                                                           | [ 69 ]                          |
| |                                | David Cameron 威特尼选区议员 （1966– ） | 伊丽莎白二世 （1952年－2022年在位） | 2010年 5月11日                  | 2016年 7月13日                                      | 第一財政大臣 公務員事務部長                         | 保守党                        | 第一次卡梅伦内阁                                          | [ 71 ]                          |
| 2010年、2015年 | 2010年、2015年                 | David Cameron 威特尼选区议员 （1966– ） | 伊丽莎白二世 （1952年－2022年在位） | 第二次卡梅伦内阁                |                                                     | 第一財政大臣 公務員事務部長                         | 保守党                        |                                                           | [ 71 ]                          |
| 2010年与自民党组成联合政府后上台；发生2010年墨西哥湾漏油事件、为血腥星期日道歉、任内举行2012年伦敦奥运会、2013年使同性婚姻合法、舉行2014年蘇格蘭獨立公投；2015年保守黨單獨執政；支持留歐的他在2016年英國脫離歐盟公投通過後，宣布辭職。 |                                | David Cameron 威特尼选区议员 （1966– ） | 伊丽莎白二世 （1952年－2022年在位） |                                 |                                                     |                                                     |                               |                                                           | [ 71 ]                          |
| |                                | 文翠珊 Theresa May 梅登黑德选区议员 （1956– ） | 伊丽莎白二世 （1952年－2022年在位） | 2016年 7月13日                  | 2019年 7月24日                                      | 第一財政大臣 公務員事務部長                         | 保守党                        | 第一次梅伊內閣                                            | [ 72 ]                          |
| 2017年 | 2017年                         | 文翠珊 Theresa May 梅登黑德选区议员 （1956– ） | 伊丽莎白二世 （1952年－2022年在位） | 第二次梅伊內閣                  |                                                     | 第一財政大臣 公務員事務部長                         | 保守党                        |                                                           | [ 72 ]                          |
| 第二位女性首相；任內啟動脫離歐盟程序，但因黨內以至國會未能就脫歐方案取得任何共識，遂在黨內壓力下辭職。 |                                | 文翠珊 Theresa May 梅登黑德选区议员 （1956– ） | 伊丽莎白二世 （1952年－2022年在位） |                                 |                                                     |                                                     |                               |                                                           | [ 72 ]                          |
| |                                | Boris Johnson 阿克斯布里奇和南赖斯利普选区议员 （1964– ）                                                                                              | 伊丽莎白二世 （1952年－2022年在位） | 2019年 7月24日                  | 2022年 9月6日                                       | 第一財政大臣 公務員事務部長 聯盟大臣                | 保守党                        | 第一次約翰遜內閣                                          | [ 74 ] [ 75 ]                   |
| 2019年 | 2019年                         | Boris Johnson 阿克斯布里奇和南赖斯利普选区议员 （1964– ）                                                                                              | 伊丽莎白二世 （1952年－2022年在位） | 第二次約翰遜內閣                |                                                     | 第一財政大臣 公務員事務部長 聯盟大臣                | 保守党                        |                                                           | [ 74 ] [ 75 ]                   |
| 任內英國正式脫離歐盟程序；在國內爆發新冠病毒疫情期間一度染疫垂危，經治療後順利痊癒。2022年在連串政府危機中被迫宣布辞呈。 |                                | Boris Johnson 阿克斯布里奇和南赖斯利普选区议员 （1964– ）                                                                                              | 伊丽莎白二世 （1952年－2022年在位） |                                 |                                                     |                                                     |                               |                                                           | [ 74 ] [ 75 ]                   |
| |                                | 莉兹·特拉斯 Liz Truss 西南諾福克选区议员 （1975– ） | 伊丽莎白二世 （1952年－2022年在位） | 2022年 9月6日                   | 2022年 10月25日                                     | 第一財政大臣 公務員事務部長 聯盟大臣                | 保守党                        | 特拉斯内阁                                                | [ 76 ]                          |
| — | —                              | 莉兹·特拉斯 Liz Truss 西南諾福克选区议员 （1975– ） | 查爾斯三世 （2022年起在位）         |                                 |                                                     | 第一財政大臣 公務員事務部長 聯盟大臣                | 保守党                        | 特拉斯内阁                                                | [ 76 ]                          |
| 英國歷史上第三位女性首相；就任首相起第三天，伊丽莎白二世駕崩，查爾斯三世登基。因財政政策引起龐大爭議而宣布辞职，成歷來任期最短（僅49天）的首相。                                                                                       |                                | 莉兹·特拉斯 Liz Truss 西南諾福克选区议员 （1975– ） | 查爾斯三世 （2022年起在位）         |                                 |                                                     |                                                     |                               |                                                           | [ 76 ]                          |
| |                                | 里希·苏纳克 Rishi Sunak 里奇蒙选区议员 （1980–） | 查爾斯三世 （2022年起在位）         | 2022年 10月25日                 | 2024年 7月5日                                       | 第一財政大臣 公務員事務部長 聯盟大臣                | 保守党                        | 蘇納克內閣                                                | [ 77 ]                          |
| — |                                | 里希·苏纳克 Rishi Sunak 里奇蒙选区议员 （1980–） | 查爾斯三世 （2022年起在位）         |                                 |                                                     | 第一財政大臣 公務員事務部長 聯盟大臣                | 保守党                        | 蘇納克內閣                                                | [ 77 ]                          |
| 查爾斯三世即位後第一個任命的首相，也是英國首位印度裔首相。 |                                | 里希·苏纳克 Rishi Sunak 里奇蒙选区议员 （1980–） | 查爾斯三世 （2022年起在位）         |                                 |                                                     |                                                     |                               |                                                           | [ 77 ]                          |
| |                                | 施紀賢爵士 Sir Keir Starmer 霍本和聖潘克拉斯選區議員 （1962–）                                                                                         | 查爾斯三世 （2022年起在位）         | 2024年 7月5日                   | 現任                                                | 第一財政大臣 公務員事務部長 聯盟大臣                | 工党                          | 施紀賢內閣                                                | [ 78 ]                          |
| 2024年 |                                | 施紀賢爵士 Sir Keir Starmer 霍本和聖潘克拉斯選區議員 （1962–）                                                                                         | 查爾斯三世 （2022年起在位）         |                                 |                                                     | 第一財政大臣 公務員事務部長 聯盟大臣                | 工党                          | 施紀賢內閣                                                | [ 78 ]                          |

## 在世前任首相
截至2025年4月，在世的前任英国首相有8位，他们分別是（按照任期先后排名）：
| 首相          | 任期           | 出生日期              |
| ------------- | -------------- | --------------------- |
| 约翰·梅杰     | 1990年－1997年 | 1943年3月29日         |
| 托尼·布莱尔   | 1997年－2007年 | 1953年5月6日          |
| 戈登·布朗     | 2007年－2010年 | 1951年2月20日         |
| 戴维·卡梅伦   | 2010年－2016年 | 1966年10月9日         |
| 文翠珊        | 2016年－2019年 | 1956年10月1日         |
| 鲍里斯·约翰逊 | 2019年－2022年 | 1964年6月19日         |
| 莉兹·特拉斯   | 2022年         | 1975年7月26日         |
| 里希·苏纳克   | 2022年－2024年 | 1980年5月12日（44岁） |

最近去世的前任英国首相是撒切尔夫人（任期：1979年－1990年），於2013年4月8日去世，享寿87歲。

### 引用
1. ↑  . Parliament of the United Kingdom.   [25 October 2008]. （原始内容存档于2012-09-07）.
2. ↑  . BBC News (British Broadcasting Corporation). 16 October 2008  [25 October 2008]. （原始内容存档于2018-12-26）.
3. ↑  . Parliament of the United Kingdom.   [25 October 2008]. （原始内容存档于2008-08-01）.
4. ↑  Hennessy (2001), pp. 39–40
5. 1 2  Clarke (1993), p. 266
6. ↑  Hennessy (2001), p. 39
7. 1 2  . BBC News (British Broadcasting Corporation). 19 May 1998  [12 October 2008]. （原始内容存档于2017-08-08）.
8. 1 2 3 4 5 6 7 8 9 10 11 12 13 14 15 16 17 18  . Telegraph.co.uk (London: Telegraph Media Group). 21 September 2007  [16 October 2008]. （原始内容存档于2009-03-01）.
9. ↑  . Office and Ministers. Office of the Leader of the House of Commons.   [16 October 2008]. （原始内容存档于2009-03-02）.
10. ↑  Thomas (2002), pp. 66–94
11. ↑  Thomas (2002), pp. 95–124
12. ↑  Thomas (2002), pp. 125–147
13. ↑  Thomas (2002), pp. 148–196
14. ↑  Thomas (2002), pp. 197–218
15. ↑  Clarke (1993), pp. 278–279
16. ↑  Clarke (1993), p. 281
17. ↑  Priestley (2002), p. 62
18. ↑  Priestley (2002), p. 65
19. ↑  Clarke (1993), pp. 293–294
20. ↑  Black (2006), p. 180
21. ↑  Anderson (1856), pp. 442–443
22. ↑  Black (2006), pp. 180–181
23. ↑  Clarke (1993), p. 294
24. ↑  Longford (1998), p. 63
25. ↑  Longford (1998), pp. 156–157
26. ↑  Longford (1998), p. 187
27. ↑  Longford (1998), pp. 228–231
28. ↑  Longford (1998), p. 232
29. ↑  Longford (1998), p. 246
30. ↑  Longford (1998), p. 281
31. ↑  Longford (1998), p. 282
32. ↑  Longford (1998), p. 346
33. ↑  Longford (1998), p. 351
34. ↑  Longford (1998), p. 353
35. ↑  Longford (1998), p. 357
36. ↑  Longford (1998), p. 396
37. ↑  Longford (1998), p. 433
38. ↑  Hunt, William; Poole, Reginald Lane. . Longmans, Green and co. 1907: 505.
39. ↑  Longford (1998), p. 484
40. ↑  Longford (1998), pp. 492–493
41. ↑  Longford (1998), pp. 518–519
42. ↑  Longford (1998), pp. 527–528
43. ↑  Longford (1998), pp. 533–534
44. ↑  Rose (1983), pp. 196–198
45. ↑  Rose (1983), p. 265
46. ↑  Rose (1983), p. 272
47. ↑  Rose (1983), p. 326
48. ↑  Rose (1983), p. 337
49. ↑  Rose (1983), p. 361
50. ↑  Rose (1983), pp. 373–374
51. ↑  Rose (1983), p. 398
52. ↑  Hennessy (2001), p. 179
53. ↑  Hennessy (2001), p. 147
54. ↑  Hennessy (2001), p. 178
55. ↑  Hennessy (2001), p. 207
56. ↑  Hennessy (2001), p. 248
57. ↑  Hennessy (2001), p. 272
58. ↑  Hennessy (2001), p. 286
59. ↑  Hennessy (2001), p. 331
60. ↑  Hennessy (2001), p. 357
61. ↑  Hennessy (2001), p. 376
62. ↑  . The Times (London: Times Newspapers Ltd). 28 March 2005  [13 October 2008]. （原始内容存档于2010-06-01）.
63. ↑  Hennessy (2001), p. 397
64. ↑  Ballantyne, Aileen. . The Guardian (London: Guardian and Manchester Evening News Ltd). 5 May 1979  [13 October 2008]. （原始内容存档于2009-03-01）.
65. ↑  Hennessy (2001), p. 437
66. ↑  . The Independent (Newspaper Publishing PLC). 6 August 1995  [13 October 2008]. （原始内容存档于2009-03-01）.
67. ↑  Hennessy (2001), p. 476
68. ↑  . Telegraph.co.uk (London: Telegraph Media Group). 28 June 2007  [13 October 2008]. （原始内容存档于2009-01-29）.
69. ↑  Summers, Deborah; Mulholland, Hélène. . guardian.co.uk. London: Guardian News & Media. 2007-06-27  [2008-10-12]. （原始内容存档于2012-10-06）.
70. ↑  . 明報加東網.   [2016-07-18]. （原始内容存档于2016-07-18）. 不過，現首相卡梅倫因當年在野多時，本地傳媒慣用此稱，他主政後並沒採用總領館新提供的譯名甘民樂，而總領館最後亦改回使用卡梅倫。
71. ↑  . news.bbc.co.uk (BBC).   [2010-05-11]. （原始内容存档于2016-04-23）.
72. ↑  . 商業電台. 2016年7月11日  [2016年7月11日]. （原始内容存档于2020年7月5日）.（繁體中文）
73. ↑  . BBC. BBC.   [2019-08-17]. （原始内容存档于2021-02-06）.
74. ↑  . BBC News 中文. 2019-07-24  [2022-09-11]. （原始内容存档于2022-11-20）.
75. ↑  Amos, Owen. . BBC News (BBC). 2022-07-07  [2022-07-07]. （原始内容存档于2022-07-07）.
76. ↑  . BBC News 中文. 2022-09-05  [2022-09-11]. （原始内容存档于2022-11-20）.
77. ↑  Slawson, Nicola. . The Guardian. 2022-10-25  [2024-07-19]. ISSN 0261-3077 （英国英语）.
78. ↑  Jason. . 棱角媒體. 2024-07-05  [2024-07-19]. （原始内容存档于2024-07-19） （中文（香港））.